# Baraqish
Baraqish o Barāḳish o Aythel (en árabe: براقش‎) es una ciudad en el noroeste de Yemen, 120 millas al este de Saná, en la provincia de Yauf. Se encuentra en Wādī Farda. Los griegos y romanos la conocían como Athlula (o Athrula), del antiguo sabeo Yṯl (probablemente vocalizado Yathill).
Barāqish estuvo habitada desde tiempos inmemoriales; una generación construyó sus casas sobre las ruinas de las anteriores. En el área principal del sitio, aún permanecen las ruinas de una cúpula, una mezquita, un pozo y una torre, así como muchos fragmentos de cerámica y piezas de vidrio. La población vivió en la ciudad hasta la década de 1960, pero desde entonces ha sido abandonada y actualmente está ocupada por los militares.
Baraqish, conocida como Yathil en ese momento, estaba ubicado en el ancho Wadi Fardha. El uadi era una ruta popular para las caravanas debido a la presencia de agua y permitía que las caravanas pasaran por Yathill.

## Historia y arqueología

### Historia
Sus orígenes son muy arcaicos, posiblemente 1000 a. C., pero alcanzó su punto máximo de importancia alrededor del 400 a. C. cuando se convirtió en la capital del reino de los mineos.

Los hallazgos de cerámica paleolítica indican que el área estuvo habitada al menos desde el siglo X a. C.

Reinos en Arabia Meridional en el 100 a. C. En amarillo oscuro, el reino de Ma'in (mineos) con la ciudad de Yathill al sur de la capital, Qarnawu.

La ciudad en sí fue dominada por Saba en el siglo VI a. C. y en un documento de Yitha'amar Bayyin II se menciona la ocurrencia de una rebelión en la ciudad.
El reino de los mineos finalmente se estableció en el siglo V a. C., y la ciudad se cita en un documento fechado en 343 a. C. Sin embargo, el reino fue reconquistado por Saba en el siglo II a. C.
La ciudad era la capital del reino mineo hasta que trasladaron su capital a Qarnāwu en algún momento. Sin embargo, Yathill siguió siendo una especie de centro religioso para ellos.
Bajo el reino mineo, fue una parada importante en la ruta del incienso. La antigua ciudad de Yathill estaba rodeada por un muro de 14 metros de altura, gran parte del cual todavía es visible hoy; este muro tenía 57 torres y dos puertas. Las inscripciones mencionan que el muro fue reconstruido por los sabeos en 450 a. C. La ciudad fue retomada por los Saba en el siglo II a. C.
La ciudad fue tomada por los romanos bajo Augusto. Sin embargo, se fueron rápidamente debido a las enfermedades y escasez de agua. El ejército romano pasó bajo el mando de Elio Galo, según Estrabón y Casio Dio; Galo fue bajo las órdenes de Augusto para sofocar a las tribus del norte. Allí se ha encontrado la tumba de un soldado de caballería romano, P. Cornelius.
La ciudad fue tomada por Hadramaut en 242.

### Arqueología
Los arqueólogos consideran que las ruinas de un templo, ubicado en la parte sur de la ciudad, fueron dedicadas al dios Attar. Cerca de este templo hay una necrópolis, que contiene numerosas estelas graves. El templo es muy típico del estilo mineo y consta de 16 columnas y vigas. También hay varias inscripciones antiguas en el alfabeto de Arabia del Sur a través de la ciudad.
Hay otro templo en el centro de la ciudad pero solo cuatro de sus columnas siguen en pie.
La ciudad es mencionada en varias estelas en templos en idioma mineo por toda Arabia del Sur.
Un equipo de arqueólogos italianos descubrió un templo con el techo intacto. En el interior encontraron varias mesas de piedra o altares con cabezas de toro en cada extremo; sin embargo, se cree que fue un santuario para un dios de la curación. El arqueólogo italiano excavó el sitio entre 1989 y 1990 y entre 2003 y 2007.
En 2015, se informó que la ciudad quedó gravemente destruida cuando el ejército de Arabia Saudita, apoyado por Estados Unidos y Gran Bretaña, bombardeó el sitio de Barakisch que estaba siendo utilizado por las fuerzas hutíes, en medio de la insurgencia chiita en Yemen.